# 法蘭西絲·帕耳忒諾珀·弗尼
法蘭西絲·帕耳忒諾珀·弗尼（英語：Frances Parthenope Verney，1819年4月19日—1890年5月12日）是英國女作家和新聞工作者，同時也是知名護理學先驅佛蘿倫絲·南丁格爾的姊姊，舊姓南丁格爾（英語：Nightingale）。

## 生平
帕耳忒諾珀出生在義大利拿坡里。就像她的妹妹佛蘿倫絲，「帕耳忒諾珀」這個名字是取自她的出生地帕耳忒諾珀（Parthenope，那不勒斯舊名）。
帕耳忒諾珀的父親是威廉·南丁格爾（1794年－1875年），母親是法蘭西絲·芬妮·南丁格爾·史密斯（Frances Fanny Nightingale née Smith，1788/1789年－1880年）。兩人都是英國人，他們在義大利壯遊三年，期間誕下了帕耳忒諾珀和佛蘿倫絲兩個孩子。在為期三年的壯遊結束後，帕耳忒諾珀和妹妹搬回了愛伯利公園，這是她們父親威廉在英格蘭漢普郡的房地產。
童年期間，有許多表兄弟和貴客拜訪南丁格爾家，她們會出來接待客人。帕耳忒諾珀和她的妹妹在家接受教育，父母為她們請了一位家庭女教師，她們的父親也教了她們希臘語、拉丁文、德文、法文、義大利文、歷史和哲學。儘管學識不及她的妹妹，帕耳忒諾珀也能說流利的法語，並培養出對文學和藝術的愛好。
帕耳忒諾珀起初反對佛蘿倫絲所提出的護理學理念。佛蘿倫絲在克里米亞戰爭期間辛苦奮鬥時，帕耳忒諾珀是她的積極支持者。
1858年6月24日，帕耳忒諾珀嫁給了白金漢國會議員第二代從男爵哈里·弗尼爵士，他曾向佛蘿倫絲求婚，但卻遭到拒絕。弗尼爵士是自由黨的支持者，也是白金漢郡中克萊登克萊登之家的地主。身為弗尼夫人，帕耳忒諾珀得以在弗尼家發揮她的長才。帕耳忒諾珀負責對克萊登之家進行一番大規模的改造與修復，克萊登之家很快就搖身一變成招待有才能者的沙龍，帕耳忒諾珀也頻繁地拜訪她的房客。
帕耳忒諾珀開始著手將家族論文保存並加以分類，並展開了以弗尼家族為主題的學術研究。她為《弗雷澤雜誌》、《康希爾雜誌》和《麥克米倫雜誌》寫了許多故事和文章。她也發表了幾部小說和一套全兩卷的《Peasant Properties and Other Selected Essays》。她大部份的作品都與當時的社會議題有關，包括探討「階級道德」的短文、以「戰爭的苦難」為主題的報導等等。

## 晚年
帕耳忒諾珀晚年住在倫敦南街，就住在她妹妹的附近。
到了1880年代，帕耳忒諾珀開始受關節炎所苦。儘管她雇用了秘書，她的病痛仍讓她難以繼續寫作，並導致她臥床不起。
經受癌症的長期折磨，帕耳忒諾珀最終於1890年5月12日在克萊登之家逝世，享壽71歲。有兩部作品集在她死後被出版：《Essays and Tales》和《The Grey Pool and Other Stories》。她所寫的有關弗尼家族的論文由瑪格麗特·弗尼幫忙完成，並出版為《Memoirs of the Verney Family during the Seventeenth Century》。

## 外部連結
- "In a Great Town Hospital", F. P. Verney, Macmillan's Magazine, Vol. L, May to Oct. 1884. pp. 14–22